# Kevork Mardikian
Kevork Mardikian   (Latakia, 14 de juliol de 1954) és un exfutbolista sirià, d'origen armeni, de la dècada de 1980 i entrenador de futbol.
Fou internacional amb la selecció de futbol de Síria, amb la qual participà a la Copa Asiàtica de 1980, 1984 i als Jocs Olímpics de Moscou 1980. És considerat un dels millors futbolistes sirians de tots els temps.
Pel que fa a clubs, destacà a Al-Jaish SC Damasc.
El seu fill Mardik Mardikian també fou futbolista.